# Aeroporto Internacional de Suvarnabhumi
O Aeroporto Internacional de Bangkok-Suvarnabhumi  é o maior aeroporto da cidade de Bangkok, capital da Tailândia, e o vigésimo mais movimentado do mundo em voos internacionais e nacionais, segundo dados do Conselho Internacional de Aeroportos (ACI, 2016). Foi construído entre os anos 2000 e 2006, quando inaugurado. Foi aberto em setembro, e em dezembro do mesmo ano já acumulava mais de 20 milhões de passageiros que chegavam a Bangkok através do novo aeroporto que substituiu o Aeroporto Internacional de Don Mueang em voos internacionais, que nem por isso deixou de ser utilizado. Muito pelo contrário; Bangkok é um dos principais centros aéreos da Ásia totalizando mais de 81 milhões de passageiros ficando atrás apenas de Tóquio.

## Nome
O nome Suvarnabhumi é sânscrito para 'terra de ouro' (Devanagari:सुवर्णभूमि IAST: Suvarṇabhūmi). O nome foi escolhido pelo falecido rei Bhumibol Adulyadej.

## Companhias Aéreas e Mais Informações
Suvarnabhumi é o 21º aeroporto mais movimentado do mundo,   o décimo primeiro aeroporto mais movimentado da Ásia e o mais movimentado do país , tendo movimentado 60 milhões de passageiros em 2017,  e também um grande centro de carga aérea , com um total de 95 companhias aéreas. Nas redes sociais, Suvarnabhumi foi o site mais popular do mundo para tirar fotografias do Instagram em 2012.
As companhias aéreas que mais usam o Aeroporto são: Thai Airways International, Bangkok Airways e Thai AirAsia.

## Principais Destinos
- Singapura - Aeroporto Internacional Changi
- Los Angeles - Aeroporto Internacional de Los Angeles
- Shenzhen - Aeroporto Internacional de Shenzhen Bao'an
- Tóquio - Aeroporto Internacional de Narita
- Pequim - Aeroporto Internacional de Pequim Capital
- Londres - Aeroporto Internacional de Londres Heathrow
- Manila - Aeroporto de Manila Ninoy Aquino

## Companhias de Carga
- Air France Cargo
- China Airlines Cargo
- FedEx Express
- Malaysia Airlines Cargo
- Singapore Airlines Cargo
- Air Hong Kong
- Asiana Cargo
- Japan Airlines Cargo
- Korean Airlines Cargo
- Shanghai Airlines Cargo

## Estatísticas
Ver a consulta original do Wikidata.